# Sunset Beach
För andra betydelser, se Sunset Beach (olika betydelser).
Sunset Beach är en amerikansk TV-serie som handlar om kärlek, vänskap och intriger. Serien gjorde stor succé runt om i världen, men inte i USA - därför lades den ner år 1999. I Sverige gick serien på TV4. Serien är skapad av Aaron Spelling. TV-serien utspelar sig i den fiktiva staden Sunset Beach i Kalifornien. 

## Handling
Serien börjar med att Ben Evans (Clive Robertson) plågas av drömmar som hela tiden handlar om samma sak, hans döda fru Maria (Christina Chambers). Samtidigt i Kansas flyr Meg Cummings (Susan Ward) från sitt bröllop till Sunset Beach där hon vill hitta den mystiske mannen från "S.B" som hon har träffat på internet som "Dorothy from Kansas". När det kommer ut vem hon är börjar romansen mellan Ben och henne. 
Ben och Meg blev snart seriens första superpar, mycket älskad av tittarna runt om i världen. I tre år, under seriens gång hade många traumatiska händelser inträffat i Ben och Megs relation inklusive Bens sorg över sin döda fru samt dåliga samvete över att inte ha kunnat rädda henne och Megs  före detta fästman Tim som försökte sära på dem.

## Intriger
- Virginia inseminerar en drogad Vanessa med Tyus Robinsons sperma.
- Terror Island
- Shockwave
- Maria, Bens "döda" fru återuppstår
- Videobandet med inspelningen av Gabi och Antonio som hade sex.

## Medverkande
I serien medverkar även :
- Timothy Adams / Casey Mitchum
- Shawn Batten / Sara Cummings
- Sam Behrens / Gregory Richards
- Sarah Buxton / Annie Douglas-Richards
- Hank Cheyne / Ricardo Torres
- Lesley-Anne Down / Olivia Blake-Richards
- Priscilla Garita / Gabriella Martinez
- Kam Heskin / Caitlin Richards-Deschanel
- Nick Kiriazis / Father Antonio Torres
- Randy Spelling / Sean Richards
- Eddie Cibrian / Cole Deschanel
- Clive Robertson / Ben Evans/ Derek Evans

1. ↑  'Sunset Beach' is a new spin on soaps (på engelska), Entertainment Weekly, 10 januari 1997, läs online.[källa från Wikidata]